# شيريل واترس
شيريل واترس (بالإنجليزية: Cheryl Waters)‏ هي ممثلة أمريكية، ولدت في 18 يناير 1947 في الولايات المتحدة.

## وصلات خارجية
- شيريل واترس على موقع IMDb (الإنجليزية)
- شيريل واترس على موقع أول موفي (الإنجليزية)
- شيريل واترس على موقع قاعدة بيانات الفيلم (الإنجليزية)